# Gotthard-wegtunnel

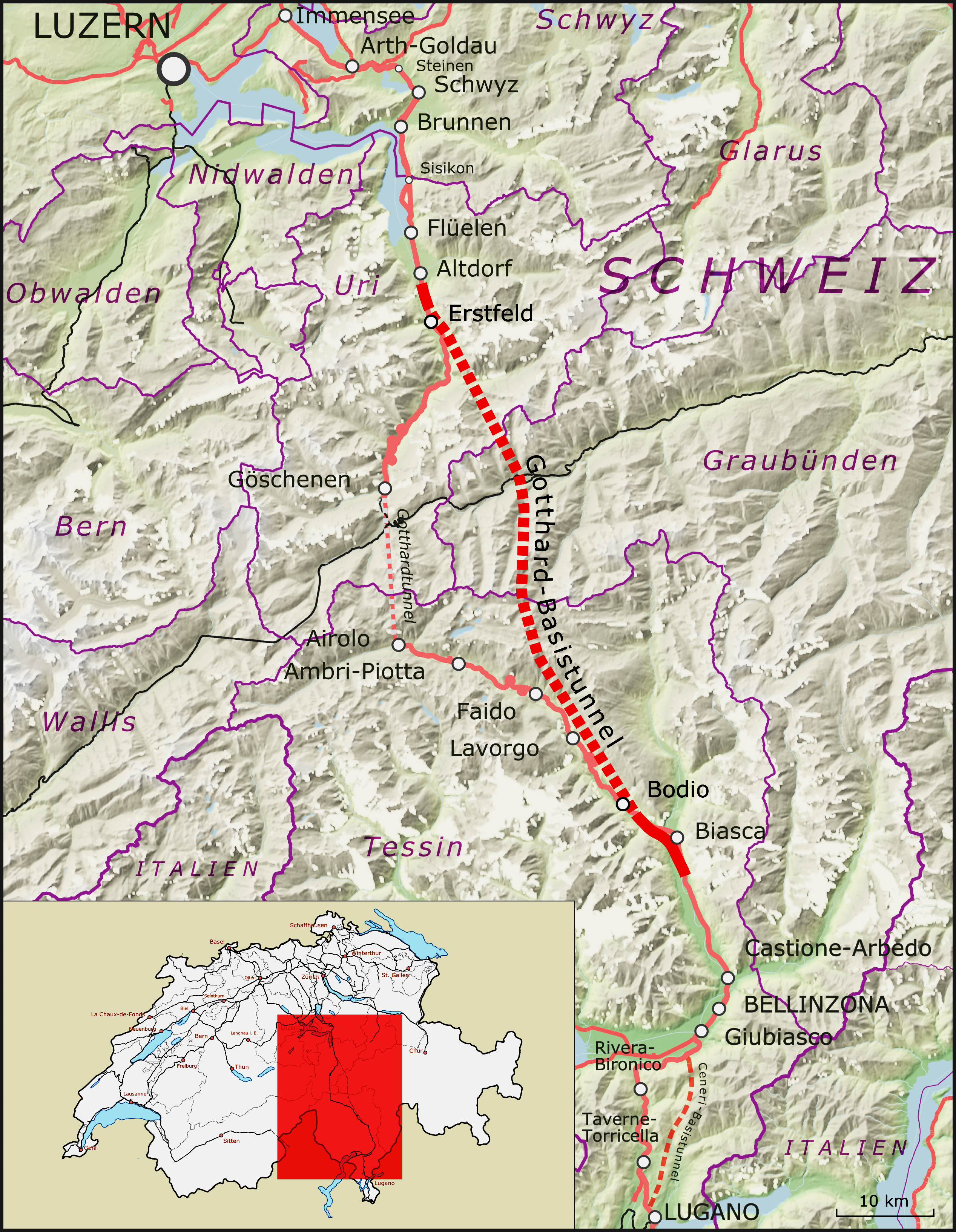
De oude spoortunnel en de basistunnel; het traject van de veel kortere oude tunnel is hetzelfde als dat van de wegtunnel.

De Gotthard-wegtunnel (Duits: Gotthard-Strassentunnel; Italiaans: Galleria stradale del San Gottardo) is een Zwitserse autotunnel die het dorp Göschenen in het kanton Uri verbindt met het dorp Airolo in het kanton Ticino. De tunnel loopt door het Gotthardmassief onder de Gotthardpas.
Met 16.942 meter is het de langste autotunnel van de Alpen (de langste autotunnel binnen Europa is de Lærdalstunnel in Noorwegen met een lengte van 24,5 km).

## Geschiedenis
De tunnel werd tussen 1970 en 1980 gebouwd naar een ontwerp van de Zwitserse ingenieur Giovanni Lombardi. Voor 1980 kon het autoverkeer gebruikmaken van pendeltreinen, of de kronkelige weg over de Gotthardpas. Op 5 september 1980 werd de tunnel geopend door Bondsraadslid Hans Hürlimann.
Op woensdagochtend 24 oktober 2001 botsten twee vrachtwagens geladen met banden en dekzeilen frontaal op elkaar. Hierna brak er brand uit en stortte een deel van het tunneldak in. Door de enorme rookontwikkeling had de brandweer moeite met blussen. Er vielen in totaal 11 doden en hiermee was dit het grootste ongeval in de Gotthardtunnel.

## Veiligheidsmaatregelen na ongeluk 2001
Naar aanleiding van de zware ongelukken in 1999 in de Mont Blanctunnel en op 24 oktober 2001 in de Gotthardtunnel, moeten vrachtwagens minimaal 150 meter afstand bewaren tot de voorgaande; vrachtverkeer wordt gedoseerd toegelaten. Mocht er een file in de tunnel dreigen te ontstaan door een ongeval of kapot voertuig, dan wordt het verkeer voor de tunnel stilgezet totdat het probleem is verholpen.

### Radiozender
Voordat men de tunnel inrijdt staat er duidelijk een radiozender aangegeven. Naast muziek wordt er op deze zender ook informatie over de tunnel gegeven en advies over gewenst rijgedrag. Bij calamiteiten krijgen luisteraars noodinstructies. Dit gebeurt in vier talen, het: Engels, Duits, Italiaans en Frans.

## Verkeersdrukte
De tunnel is onderdeel van de Zwitserse autosnelweg A2 die van Basel naar Chiasso gaat. De A2 is weer verbonden met het Duitse, Franse en Italiaanse snelwegennet en vormt daarmee een drukke corridor voor (vakantie)verkeer tussen Noord- en West- en Zuid-Europa. Vooral in de zomer staan er vaak lange files voor de ingang van de tunnel, in mindere mate is er ook overbelasting in de winter.

### Uitbouw tweede tunnelbuis
Aan de bouw van een tweede tunnelbuis is begonnen. Deze was in eerste instantie alleen aangelegd om een vluchtroute te bieden bij ongelukken.
Op 28 februari 2016 sprak het Zwitserse volk zich per referendum uit voor uitbouw tot een tweede verkeerstunnel. De veiligheid wordt hiermee verbeterd, maar wat betreft doorstroomcapaciteit zullen er geen verbeteringen zijn. In verband met een bepaling over het niet mogen verhogen van de doorstroom voor vrachtverkeer in de Zwitserse grondwet zal namelijk in elke buis maar één rijstrook benut mogen worden; er komt dus geen te gebruiken wegoppervlak bij.
De nieuwe verkeerstunnel moet in 2027 klaar zijn voor gebruik. Daarna gaat de bestaande tunnel dicht voor renovatie en in 2030 kunnen beide buizen worden bereden.

### Spoortunnels
Parallel aan de wegtunnel ligt de Gotthardspoorwegtunnel uit 1882. Hoewel in 2016 de Gotthard Basistunnel geopend is wordt de route via oude Gotthardspoorwegtunnel nu voornamelijk gebruikt voor recreatief vervoer en de diverse plaatsen/dorp langs het oude traject.
Meer oostelijk en veel dieper onder het Gotthardmassief loopt een nieuwe spoorweg door de ruim 57 kilometer lange Gotthard-basistunnel. Deze nieuwe tunnel moet een deel van het reizigers- en goederenvervoer overnemen van de oudere twee tunnels.

## Galerij

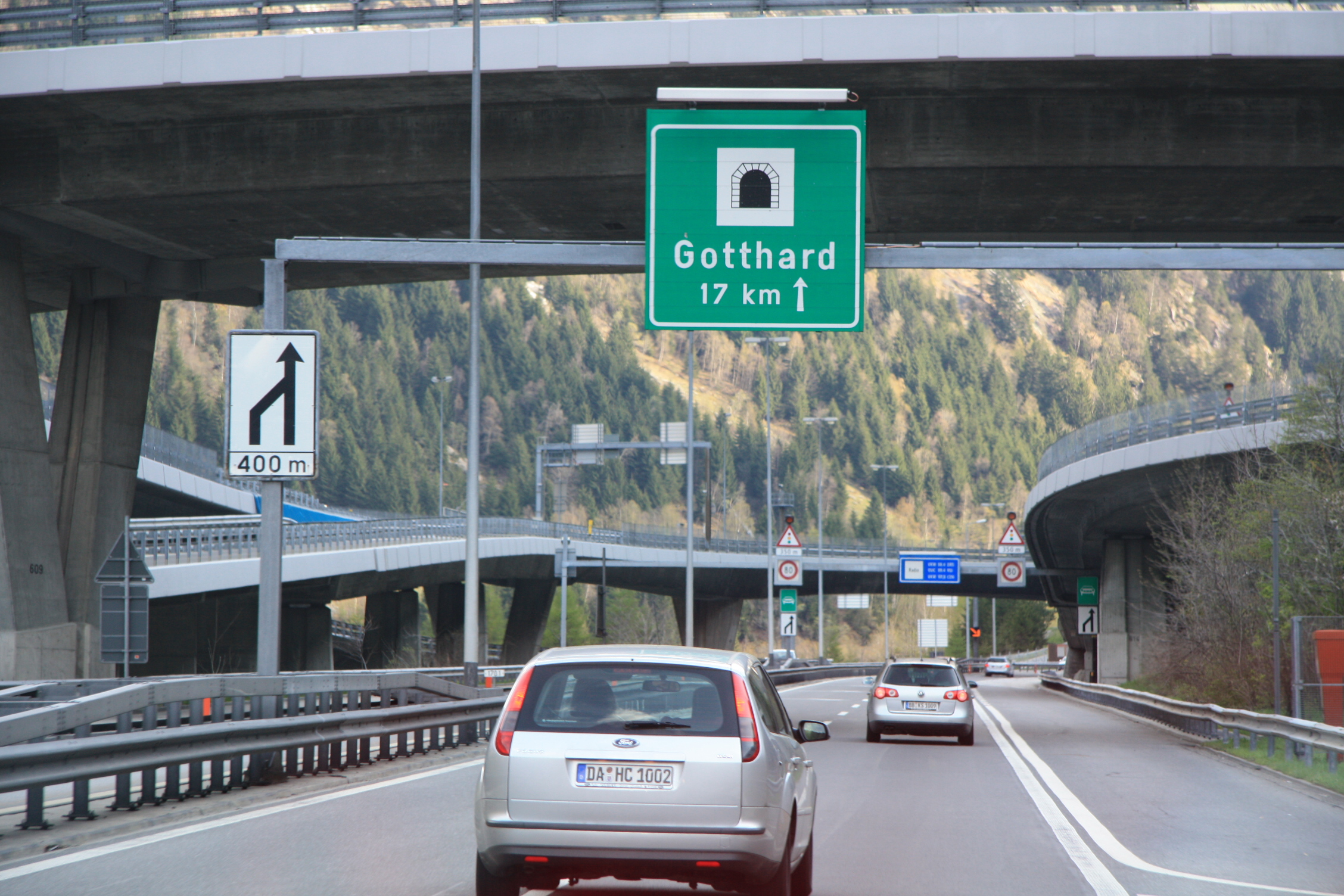
Aankondiging van Gotthardtunnel op de A2
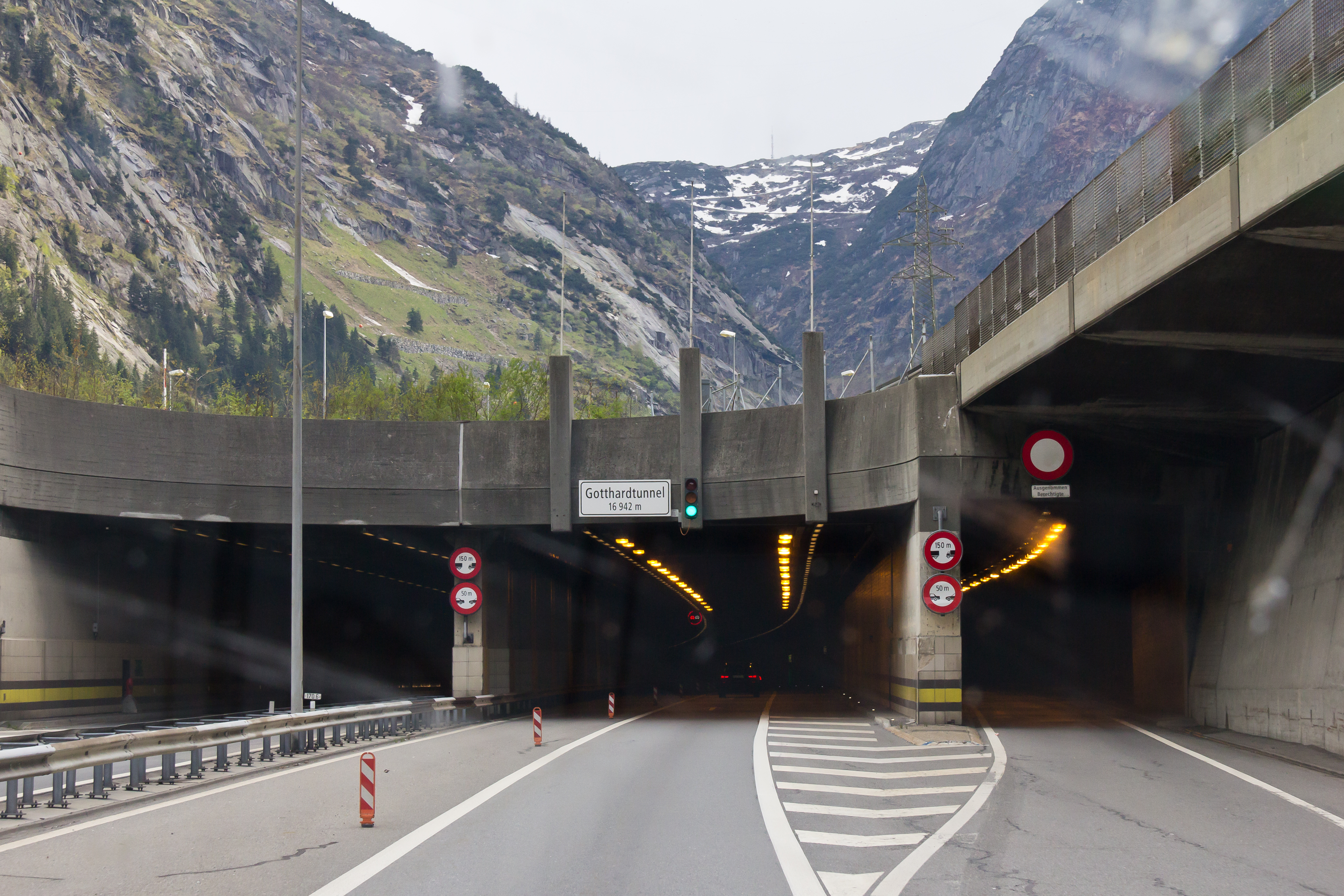
Ingang noordzijde
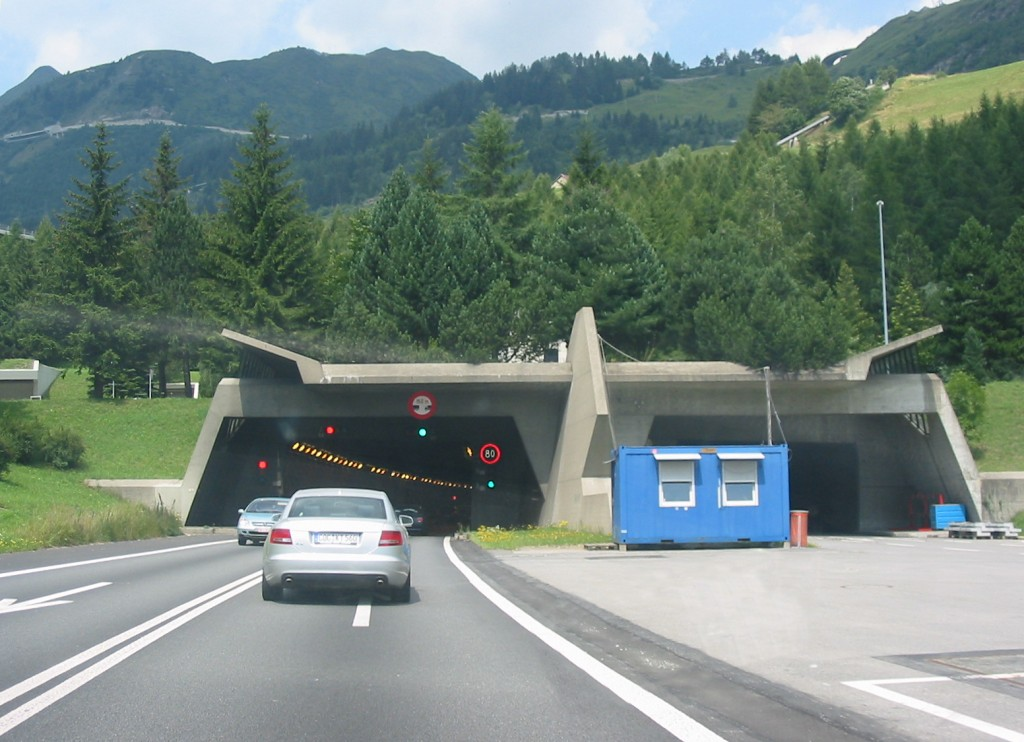
Ingang zuidzijde
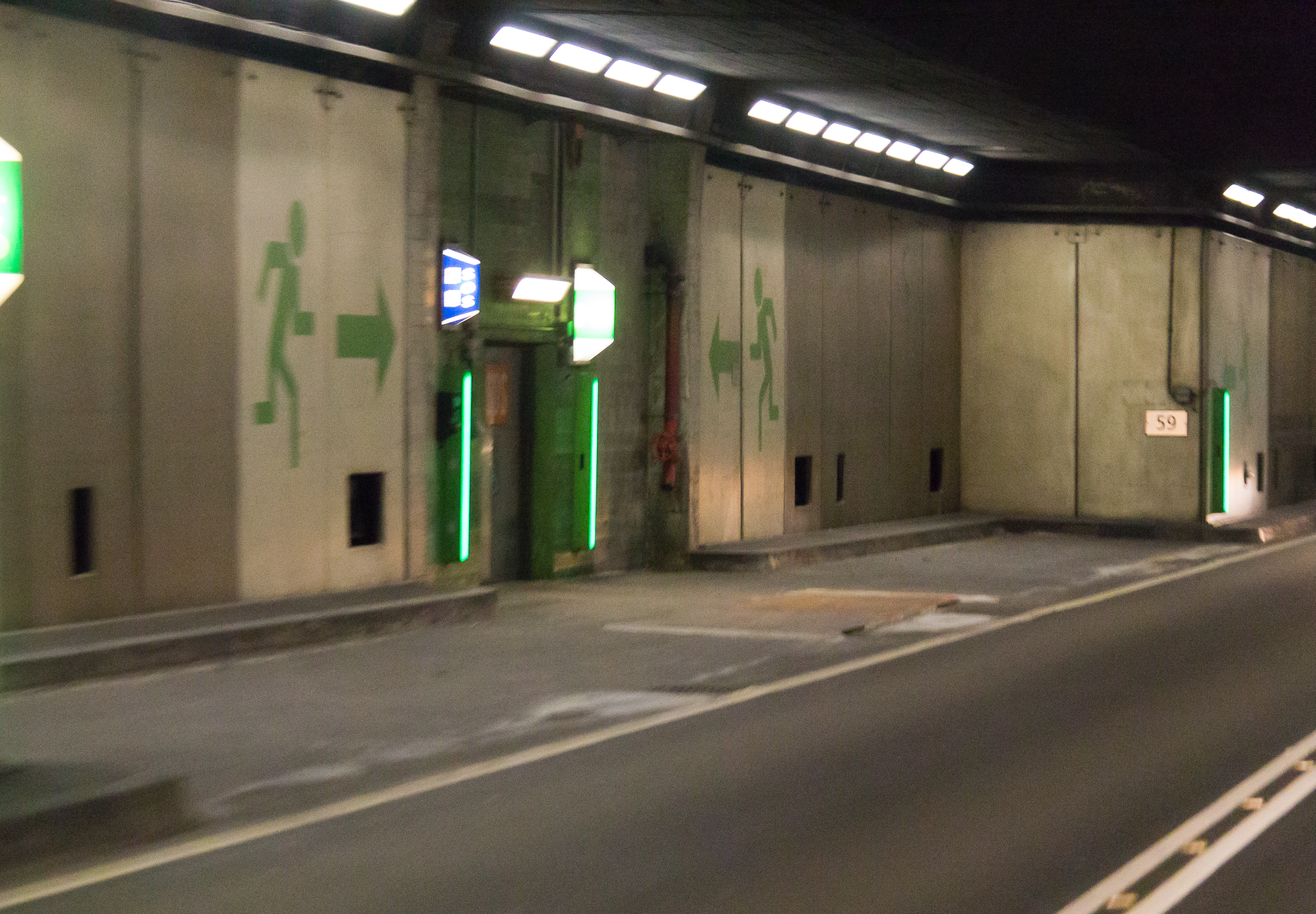
Vluchthaven met nooduitgang
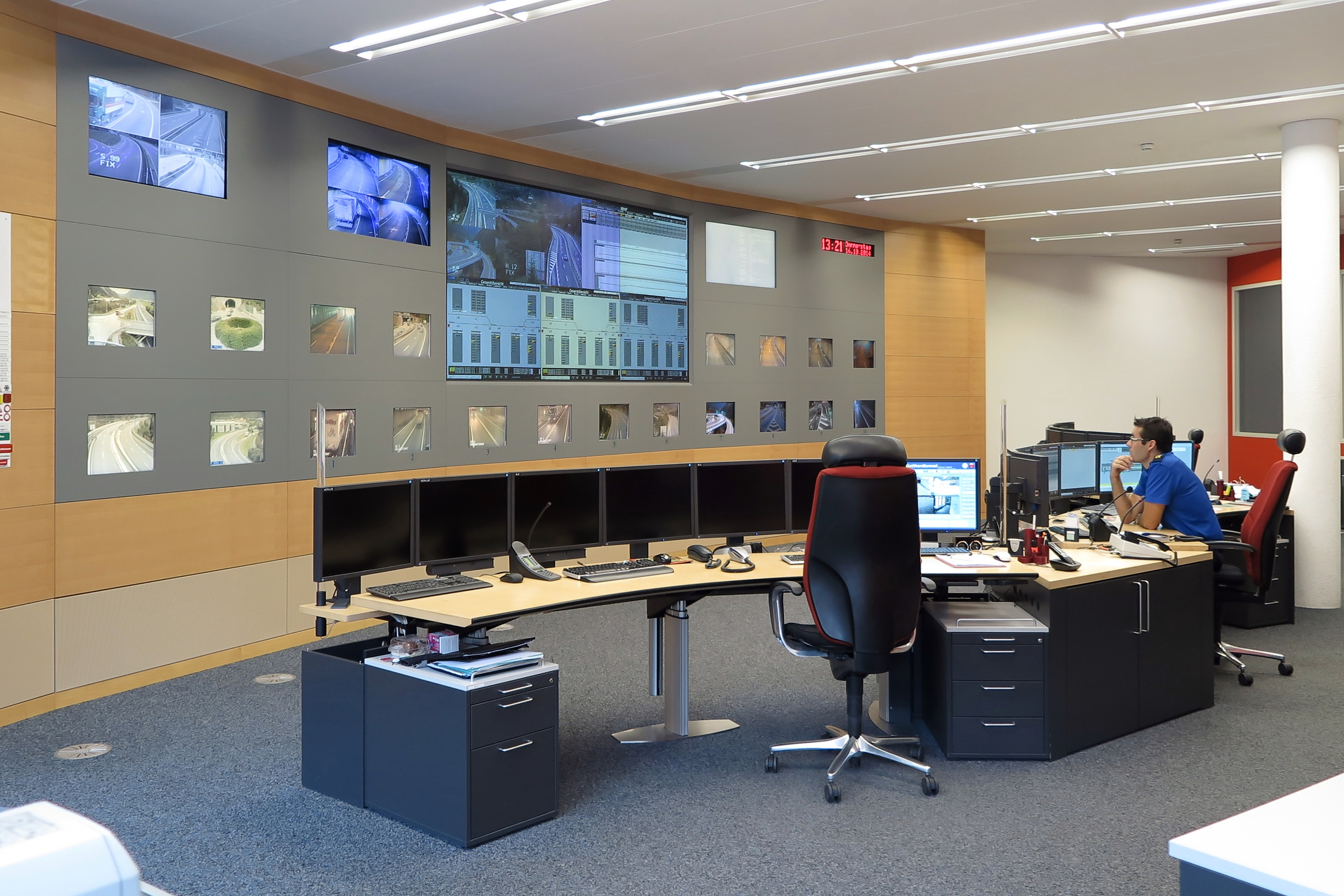
Verkeerscentrale
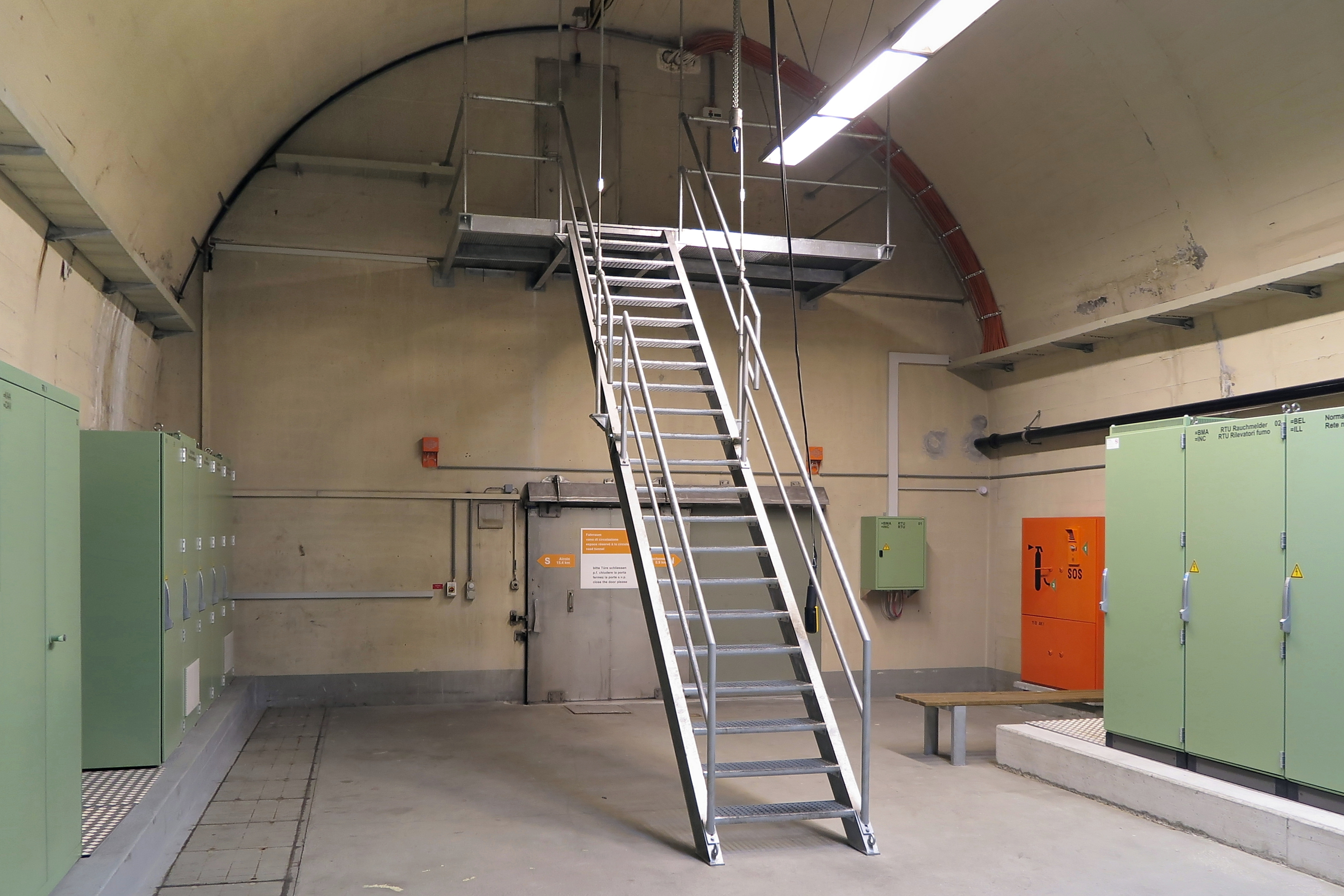
Noodruimte
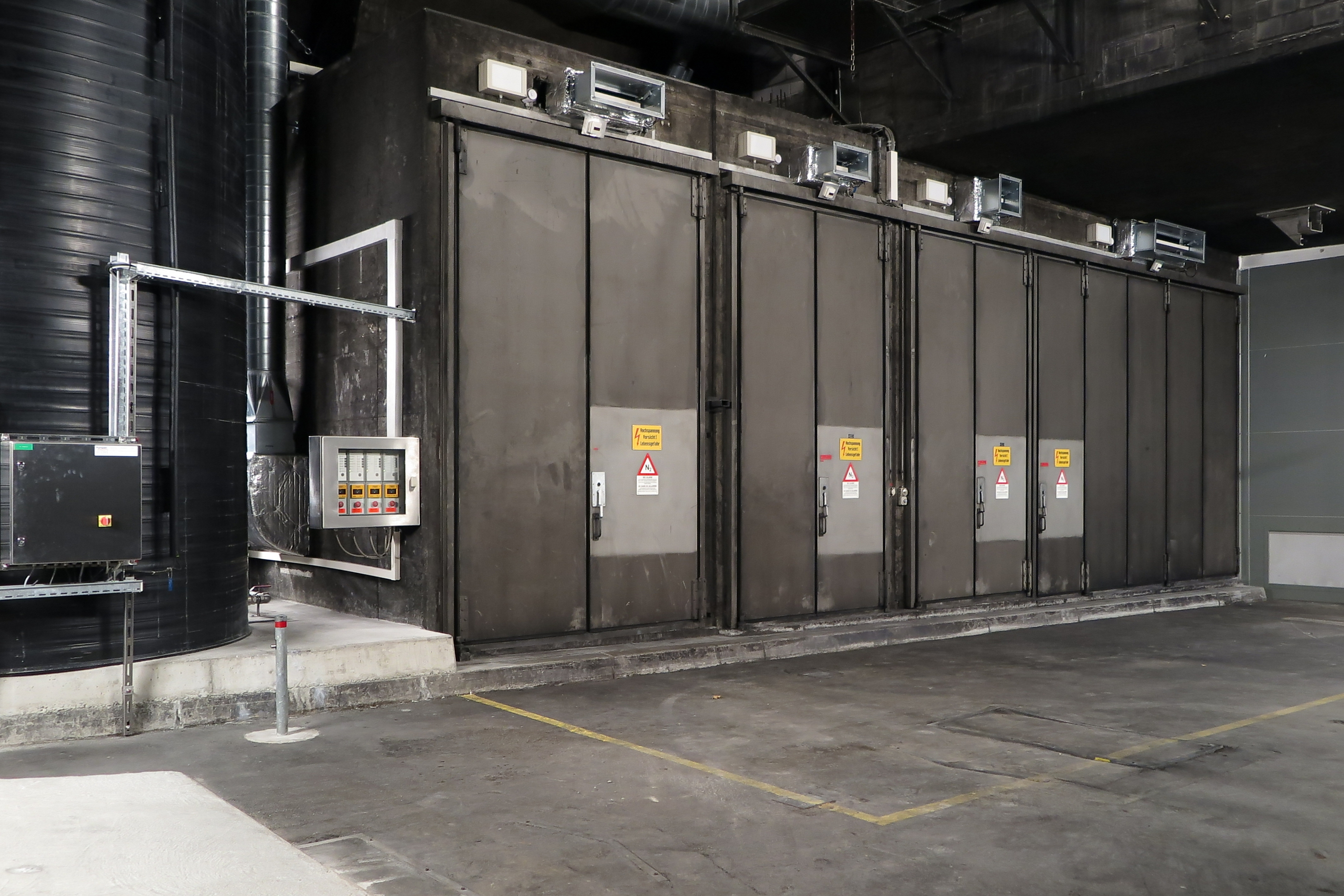
Ventilatiesysteem